# 325455 Della Valle
325455 Della Valle este o planetă minoră (asteroid) din centura de asteroizi. A fost descoperită pe 20 august 2009 la Magasa de Wladimiro Marinello⁠(d). 
Obiectul prezintă o orbită caracterizată de o semiaxă mare de 3,1542769647977 UAi, o excentricitate de 0,13, o înclinație de 10,4 ° în raport cu ecliptica.